# Meccano Magazine
Meccano Magazine var en månatlig engelsk hobbytidning, publicerad av Meccano Ltd mellan 1916 och 1963 och av andra förlag mellan 1963 och 1981. Tidningen skapades ursprungligen för Meccanobyggare, men blev snart en allmän hobbytidning riktad till "pojkar i alla åldrar".

## Innehåll
Ursprungligen vände sig Meccano Magazine till Meccanobyggare och innehöll artiklar om konstruktioner med Meccano och nyheter om Meccano. När Frank Hornby lanserade Meccano Guild 1919, publicerade tidningen regelbundet Guild-nyheter för att hålla Meccano-klubbarna informerade om varandras aktiviteter. Men med tiden blev tidningen en allmän hobbytidning, riktad till "pojkar i alla åldrar". Förutom artiklar relaterade till Meccano, innehöll tidningen även artiklar om Hornby-tåg, Dinky Toys och andra produkter från Meccano Ltd, plus ett brett utbud av artiklar av allmänt intresse, inklusive teknik, flygplan, tåg, modellering, camping, fotografi och filateli. Engelska samväldets länder var rikt representerade i artiklarna eftersom Meccano Ltd exporterade sina produkter till dessa länder.
Tidningarna är idag en utmärkt källa till historisk information och en ovärderlig hjälp för samlare av leksaker från dessa år. De har också blivit samlarobjekt och säljs på auktioner.

### Webbkällor
- Meccano Magazine Online